# Edmund Lorenz
Edmund Lorenz (* 1858 in Berlin – 27. April 1938 in Schwerin) war ein deutscher Schauspieler.

## Leben
Lorenz begann seine schauspielerische Tätigkeit 1883 in Barmen, kam 1884 nach Potsdam, 1885 nach Köln und debütierte am 4. Oktober 1886 in Schwerin als „O'Kelly“ in Maria Stuart. Lorenz vertrat in seinem Spiel, wie es in Ludwig Eisenbergs "Großem biographischen Lexikon der Deutschen Bühne im XIX. Jahrhundert" heißt, große Gewandtheit und treffliche, wirkungsvolle Komik. Schon seine Stimme reizte unwillkürlich zum Lachen. Aus der Reihe seiner beliebten Darbietungen seien hervorgehoben: „Kurmärker“, „Schulinspektor“ (Flachsmann), „Reif-Reifflingen“, „Truffaldin“ (Turandot), „Antipholus“ (Komödie der Irrungen) etc., zumeist feindurchdachte Leistungen.

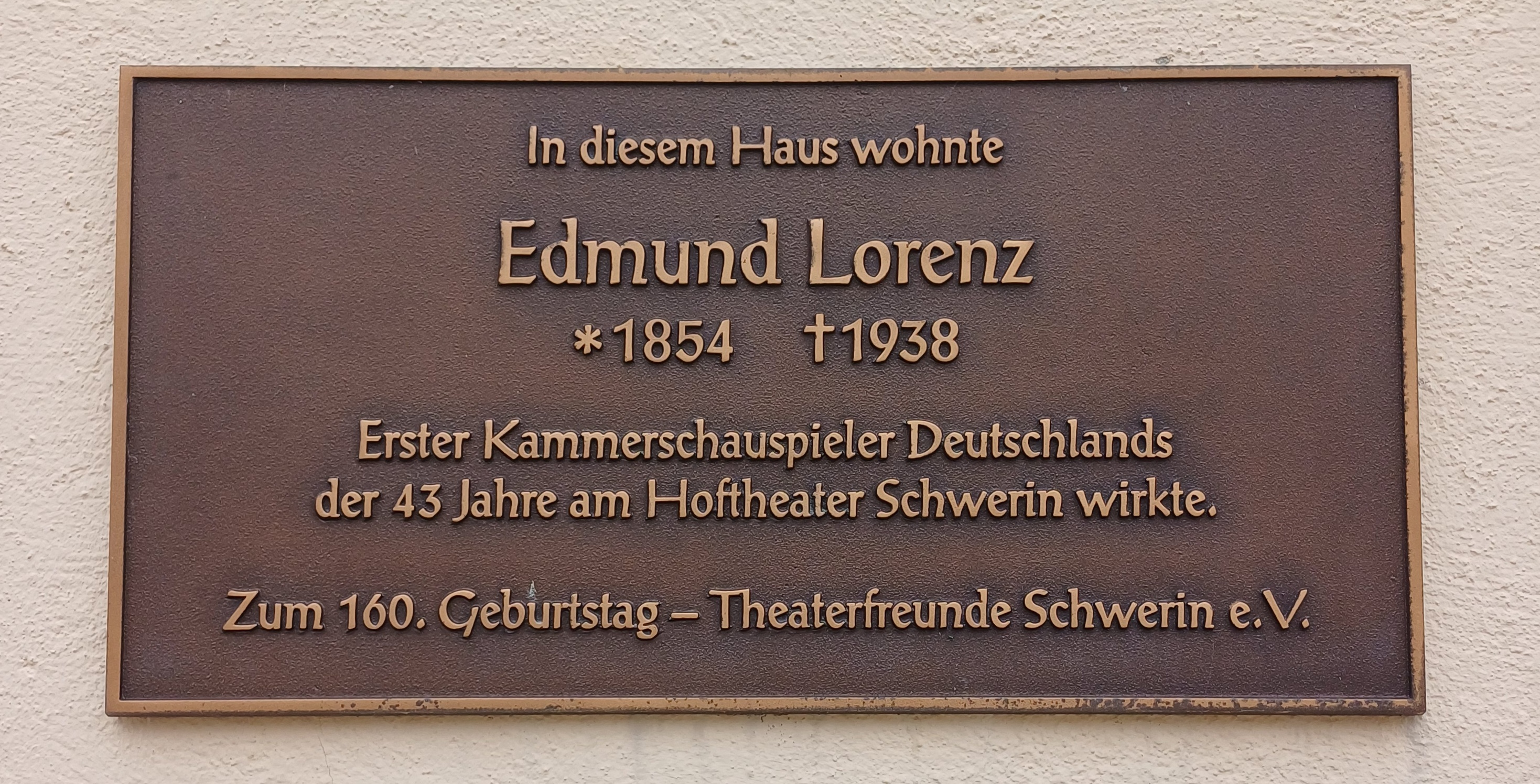
Gedenktafel am ehemaligen Wohnhaus von Lorenz in Schwerin

Lorenz blieb dem Schweriner Hoftheater, nach 1918 in Mecklenburgisches Landestheater umbenannt, über ein halbes Jahrhundert lang treu und ging, zuletzt zum Kammerschauspieler ernannt, erst im Alter von 70 Jahren in den Ruhestand. Auch nach seinem Abgang blieb der gebürtige Berliner in Schwerin, seiner jahrzehntelangen Wirkungsstätte, ansässig. Dort starb Edmund Lorenz, rund 80 Jahre alt, im Frühjahr 1938. 
Der 1940 in dem Film Friedrich Schiller – Der Triumph eines Genies auftretende Edmund Lorenz war ein Kinderdarsteller.

## Filmografie
- 1915: Der rote Faden
- 1920: Das Geheimnis der Spielhölle von Sebastopol